# گازاوان (تاتئوی وانک)
گازاوان (تاتئوی وانک) (ارمنی: Գավազան (Տաթևի վանք)؛ انگلیسی: Gavazan) یک ستون کلیسا متعلق به کلیسای حواری ارمنی واقع در روستای تاتو، استان سیونیک ارمنستان می‌باشد. ساخت و ساز این ساختمان در سال ۹۰۶ میلادی؛ به پایان رسید. این بنا به سبک معماری ارمنی طراحی شده است.

## نگارخانه

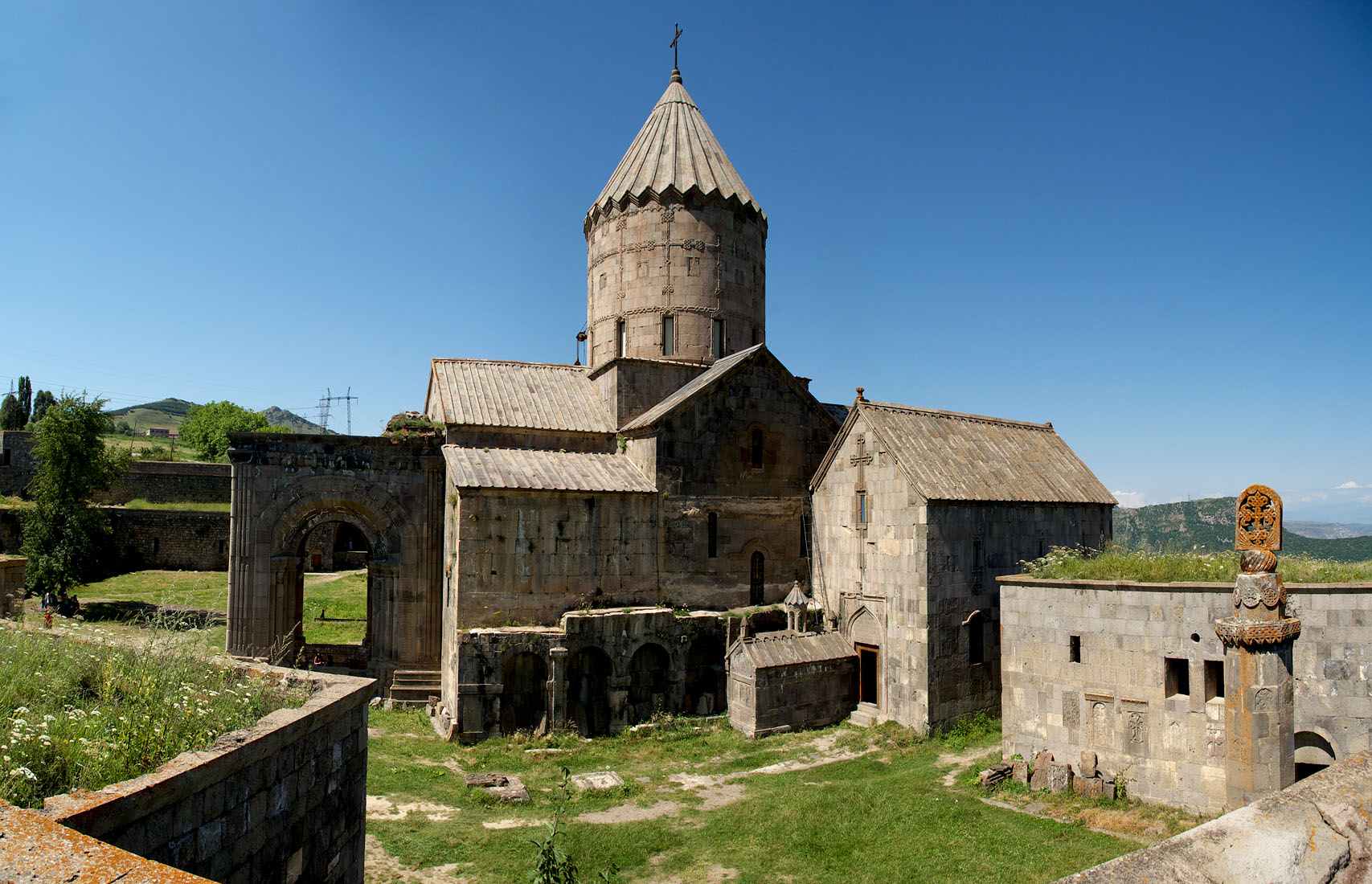
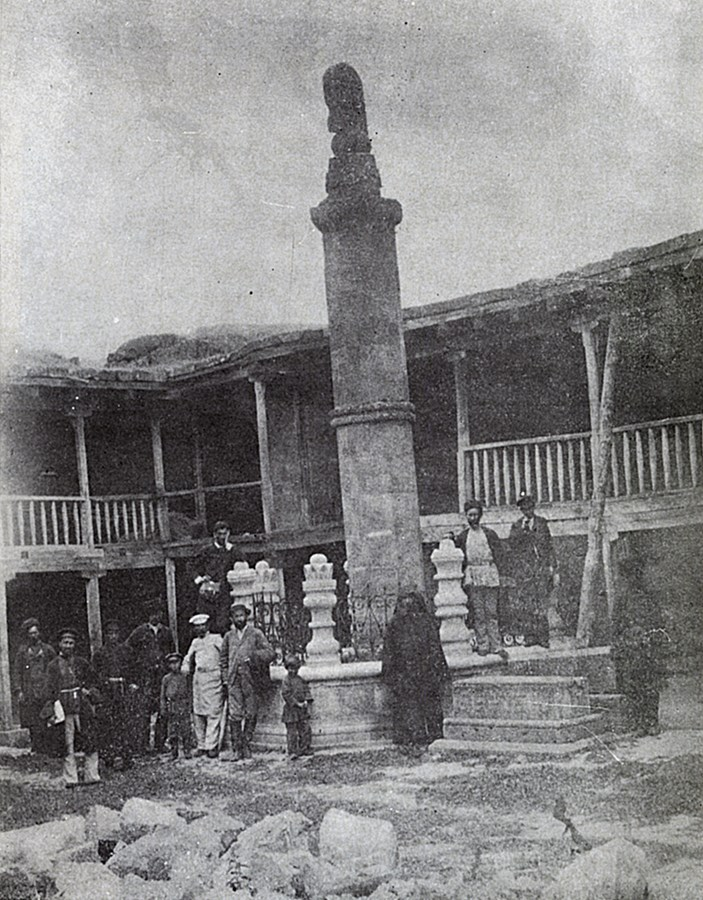